# Lê Công Vinh
Lê Công Vinh (Quỳnh Lưu, Vietnam, 10 de desembre de 1985) és un futbolista que disputà 56 partits amb la selecció del Vietnam.